# Dissay-sous-Courcillon
Dissay-sous-Courcillon är en kommun i departementet Sarthe i regionen Pays de la Loire i nordvästra Frankrike. Kommunen ligger i kantonen Château-du-Loir som tillhör arrondissementet La Flèche. År 2022 hade Dissay-sous-Courcillon 942 invånare.

## Befolkningsutveckling
Antalet invånare i kommunen Dissay-sous-Courcillon
| Referens: INSEE |